# Rehabilitación de centros históricos
La rehabilitación o la revitalización de centros históricos es un instrumento global para la recuperación integral de ámbitos urbanos, centrales, afectados por problemas habitacionales, con el objetivo de mejorar las condiciones de alojamiento de la población y otros aspectos de carácter urbanístico, social y económico, mediante la integración, la coordinación y el fomento de las distintas actuaciones que los agentes públicos y privados puedan desarrollar en dichos ámbitos urbanos.
Recuperar la ciudad construida es un derecho de los ciudadanos, en especial el Derecho a la vivienda, es decir el acceso de una vivienda digna y adecuada entendiendo esta con un precio asequible a todos los niveles y con las condiciones de habitabilidad cubiertas. Situadas en ámbitos urbanos adecuados con las dotaciones de servicios, espacios verdes, plazas y equipamientos necesarios, conectados con la red de transporte público de las ciudades.

## Patrimonio urbano histórico
Se denomina centro histórico al núcleo urbano original de planeamiento y construcción de un área urbana, generalmente el de mayor atracción social, económica, política y cultural, que se caracteriza por contener los bienes vinculados con la historia de una determinada ciudad, a partir de la cultura que le dio origen.
El espacio público urbano se genera para propiciar el acceso a la vivienda y a los edificios de carácter público o de servicios. Las tramas urbanas de los centros históricos son espacios en general densos y estrechos, nucleados por plazas como elemento estructurante de la ciudad. En Europa además muchos de ellos conservan los vestigios de las murallas defensivas que los albergaban, lo que les otorga una singularidad espacial determinante. En ciudades de América Latina su trazado ortogonal en época fundacional se ha conservado casi intacto, esta configuración espacial se adapta mejor a los cambios de uso y funciones de la ciudad contemporánea sobre todo si la comparamos con la ciudad mulsumana o medieval.
Los cambios producidos en estos espacios urbanos a través de los siglos y producto de la modificación de las formas de vida, culturales, productivos, económicos... ha provocado una serie de modificaciones algunas veces drásticas. Como son las realizadas en el siglo XIX y principios del XX,cuando los centros históricos sufren su mayor reforma, consecuencia de los efectos de la ciudad industrial, la apertura de nuevos ejes, realineaciones de calles y la aparición del inmueble de renta, la vivienda de alquiler organizada verticalmente por pisos.
La ciudad, por tanto se ha constituido históricamente como un archivo cultural en el que se guardaban presencialmente las sucesivas operaciones significativas que determinaban su realidad espacial y formal. Los centros históricos no son sino el escaparate -la superficie mediática, diría Boris Groys– donde se manifiestan sus signos más reconocibles, además de la duración temporal reconocida como una continuidad de caracteres propios en el espacio y en el tiempo. Por todo esto, reciclar la materialidad de la ciudad, al tiempo que la virtualidad de esa producción cultural de duplicación, implica establecer un procedimiento de intervención desde el conocimiento, donde integremos cultura y urbanismo, tal y como se indica en la Carta de Leipzig.
La ciudad crece, se transforma y también se mantiene. La rehabilitación o la preservación de los centros históricos, por tanto, pasa a ser entendida como una forma de desarrollo, y no más como aquello que se contrapone a él. Un desarrollo que se exprese de modo ecológicamente equilibrado y culturalmente diversificado. Un desarrollo socialmente justo y responsable, compartido y apropiado por toda la sociedad. La preservación de las ciudades históricas pasa, entonces, a apoyarse definitivamente en el planeamiento y gestión urbanos y, en ese contexto, asentarse en la promoción de una cultura urbanística de patrimonio.
En esa nueva perspectiva, en la urbe, considerada como el ambiente vivo, socialmente construido, el propio suelo urbano que alberga este ambiente expresa la capacidad y condiciones para revestirse de un valor de uso al satisfacer necesidades sociales básicas y/o un valor de cambio al proporcionar más allá de esas necesidades, ganancias e intereses en su utilización como una mercancía apta al consumo.

## Problemática
Los principales problemas de los centros históricos son los siguientes:
- Deterioro urbano, los centros históricos se encuentran en áreas emblemáticas de gran potencialidad, aunque su larga trayectoria en el tiempo, las transformaciones sufridas, la estructura de la trama urbana, y el abandono, unido a una escasa o nula cultura de conservación provoca que en determinadas zonas exista un elevado nivel de deterioro arquitectónico, urbanístico y medioambiental.

- Tercerización  de los usos, los centros urbanos han sido históricamente multifuncionales, los crecimientos urbanos y la especialización en determinadas actividades han provocado unos cambios funcionales de manera drástica y rápida, desapareciendo las actividades tradicionales indispensables para la supervivencia de la población residente: guarderías, tiendas de comestibles, equipamientos de barrio etc.

- Despoblación, ya que los centros urbanos tienen unas de las densidades más baja de toda la ciudad. Con una población envejecida con escasos recursos que viven en régimen de alquiler en viviendas muy deterioradas, son generalmente edificios con un escaso nivel de mantenimiento por parte de los propietarios. Por otro lado los propios representantes de los vecinos constatan el desplazamiento que se está produciendo de la población de estos barrios hacia otras zonas de la ciudad sobre todo las nuevas urbanizaciones de desarrollo, área metropolitana, etc., lo que provoca un aumento de las viviendas vacías que incide en un mayor deterioro urbano y la pérdida de locales y servicios para los residentes.

- La dificultad de accesibilidad y movilidad, por la estructura de una trama cerrada y tortuosa, la morfología del terreno, las densidades de tránsito... a esto une se las dificultades de realizar una adecuada política de transporte público y/o alternativo (carril bici, pasillos peatonales..) que conecten a los barrios de la ciudad y a las demandas metropolitanas.

## La política de rehabilitación integral
Para conseguir detener el proceso degenerativo que concurren en los centros históricos y producir la revitalización urbana y social son necesarias la coordinación de acciones desde una perspectiva integral: físico, patrimonial, urbano, social, educativo, económico… y la colaboración activa de la sociedad, con el objetivo final de mejorar las condiciones de habitabilidad de nuestras ciudades.
Estos aspectos son muy complejos y están íntimamente ligados entre sí, por lo que las actuaciones deben ser integrales. Esto obliga a una perspectiva temporal de las acciones, y a la necesaria implicación de todas las administraciones, de otras organizaciones como: universidades, fundaciones, ONG´s.. en definitiva de toda la ciudad, a fin de recuperar la ciudad para todos los ciudadanos.

## Actuar desde el conocimiento
La intervención en un ámbito urbano tan complejo y difícil es necesario realizarla desde el conocimiento profundo de la realidad urbana, social, patrimonial, económica. Es necesario “conocer” para poder diagnosticar y proyectar las soluciones necesarias que permitan recuperar integralmente la ciudad con la participación activa de los vecinos, empresas y colectivos. Las actuaciones debes estar programadas teniendo en cuenta la gran complejidad que deben abordar, por su carácter integral e interdisciplinar, impulsado y participado por los vecinos en la toma de decisiones que son necesarias para recuperar estos ámbitos degradados.El programa de actuación constaría de las siguientes partes fundamentales:
- Definición del ámbito de actuación.
- Análisis: estado de la edificación, población, social, patrimonial etc.
- Información gráfica, análisis del planeamiento.
- Diagnóstico urbano y social.
- Determinación de las acciones, líneas de actuación.
- Programas de rehabilitación a aplicar.
- Gestión pública.
- Participación ciudadana.
- Estudio económico financiero.
- Compromiso de las administraciones y los privados.

## Coordinación con otras administraciones
La colaboración inter-administrativa se realiza a distintos niveles político y técnico, donde se plantean estrategias y acciones coordinadas para la recuperación urbana y social de los barrios.
Se pretende con esta coordinación dar un giro a la intervención de las administraciones públicas en la transformación de las condiciones de vida de los vecinos, pretendiendo su mejora sustancial en todos los aspectos: urbanismo, educación, salud, trabajo y convivencia, de tal manera que se establezcan los mecanismos que permitan la integración social de los vecinos que en él viven.

## Gestión pública
Las Oficinas de Rehabilitación en cada ámbito de la ciudad histórica, permiten gestionar desde lo público la complejidad de las acciones que cada Programa de Actuación determina en estos ámbitos urbanos. Cada Oficina integra a un equipo interdisciplinar: técnico, jurídico y social. 
Estas oficinas permiten, la atención personalizada a los residentes de la ciudad histórica con el objetivo de resolver sus problemas cotidianos pero también de inculcar aquellos valores y medidas para facilitar en el tiempo la acción rehabilitadora. Entre todas ellas destacamos la acción de sensibilización de la población en una cultura del mantenimiento de sus viviendas y de las zonas comunes del edificio, reforzar y mejorar la identidad de los vecinos con su espacio cotidiano y con los valores que definen a la ciudad. Valorar lo existente, la ciudad construida, el patrimonio urbano y social, y las formas de vida que constituyen la esencia primaria de esta acción.

## Participación Ciudadana
Todo el proyecto de rehabilitación se concibe desde una perspectiva ciudadana, por lo que la participación es un instrumento que cada vez está cobrando una mayor importancia. Las asociaciones de vecinos y colectivos sociales del barrio ejercen de intermediarios entre los inquilinos, propietarios y las administraciones, convirtiéndose en un agente activo para la dinamización de la zona. El objetivo último es incentivar una mayor ocupación de la ciudad histórica como medio para garantizar su recuperación y su identidad.
Estos procesos se están impulsando actualmente desde las oficinas de rehabilitación para implicar a los colectivos ciudadanos, asociaciones vecinales etc., a fin de identificarlos no sólo con el proyecto sino con la ciudad. El desarrollo de metodologías de intervención-acción-participación entre los ciudadanos, técnicos y políticos a la hora de establecer diagnósticos y estrategias de intervención puede contribuir decisivamente a la rehabilitación de nuestros centros históricos.
Crear un proceso participativo, gestionando adecuadamente el conocimiento y mantener una visión integradora de las iniciativas que provengan de diversos campos, contribuyen a asegurar la confluencia de intereses de todos los actores que intervienen.

## Pedagogía del hábitat
Con el conjunto de actuaciones que integran este proyecto se pretende desarrollar el sentimiento de pertenencia de los participantes del mismo, para posibilitar que las mujeres y hombres se sientan agentes de cambio en la transformación de su territorio y así hacer sostenibles las diferentes acciones. Los Programas de pedagogía del hábitat pretenden la implicación activa de las distintas instituciones públicas y privadas (centros de enseñanza primaria, secundaria y de adultos, asociaciones de vecinos, culturales, de mujeres, de mayores, de inmigrantes, artistas, etc.) en el diseño compartido para la transformación y dignificación la ciudad, sus espacios públicos y la escenografía urbana. Como objetivos generales, el Programa se plantea sensibilizar a la población para que adopte una actitud responsable en el uso y cuidado de la vivienda y los espacios públicos, posibilitando espacios de encuentro para la reflexión-acción y promoviendo el valor de la convivencia intercultural como eje transversal del conjunto de actuaciones que integran el proyecto.
Los objetivos que se pretenden con el proyecto Ciudad Educadora son favorecer el conocimiento del Patrimonio y su conservación, desarrollar una cultura de la rehabilitación, promover la pedagogía del hábitat y la valoración de la diversidad, especialmente la relacionada con la interculturalidad.

## La rehabilitación de viviendas
La rehabilitación de viviendas, debe ser el objetivo prioritario para recuperar los centros históricos, ya que repercute directamente sobre la mejora de la calidad de vida, y la recuperación de la población, evitando el estancamiento y el envejecimiento de la misma. Una ciudad sin jóvenes o niños no puede ser una ciudad viva o ilusionante.
Esta rehabilitación es fruto del desarrollo de los distintos programas que integran los Planes de Vivienda Andaluces como: rehabilitación autonómica, infravivienda, rehabilitación de edificios, rehabilitación singular, etc. No hay que entender cada actuación como una acción aislada sino como una estrategia compleja, donde la interacción de las distintas rehabilitaciones constituye un proyecto de ciudad. Es necesario mantener una visión global y crítica en el proceso, verificando aquello que presenta elementos positivos en la recuperación de la ciudad y rectificando las acciones que son necesarias ajustar, la ciudad debe estar presente en cada acción unitaria por pequeña que sea. 
La rehabilitación de viviendas en la ciudad construida, como ya hemos comentado, se aborda integrando otro tipo de acciones complementarias como son la adecuación de espacios urbanos, mejora de la accesibilidad entre otros normalmente desarrolladas por otras administraciones de manera coordinada; nos permite además recuperar formas de vida tradicionales que de otra manera se perderían. Además los procesos constructivos en la rehabilitación son coherentes con la arquitectura histórica permitiendo establecer estrategias más complejas desde una visión de la sostenibilidad urbana de los recursos y desde un punto de vista medioambiental y energético, mejorando las condiciones físicas y de habitabilidad del parque residencial de la ciudad histórica.
En nuestros centros históricos distinguimos dos problemáticas bien diferenciadas relacionadas con la situación del parque residencial. Una de ellas es el grave deterioro de algunas viviendas y edificios, que no reúnen las mínimas condiciones de seguridad estructural y de habitabilidad para vivir dignamente, y donde es necesario una actuación en profundidad por el estado de la edificación y por la situación en la que viven los inquilinos que dados sus escasos recursos no tienen capacidad de mejorar sus condiciones de vida. Por otro lado distinguimos aquellas viviendas y edificios residenciales donde son necesarias rehabilitaciones puntuales, sea para mejorar las condiciones del interior de la vivienda (cocinas, baños, aislamientos, terminaciones, instalaciones…) o en zonas comunes como mejora de la accesibilidad mediante la realización de ascensores, mejora de cubiertas, instalaciones etc.